# Odincovo
Odincovo (rusky Одинцо́во) je město v Moskevské oblasti v Ruské federaci. Při sčítání lidu v roce 2010 mělo bezmála 140 tisíc obyvatel.

## Poloha
Odinzovo leží šest kilometrů západně od kraje Moskvy, v blízkosti dálnice M1 a železniční tratě do Minsku a Varšavy.